# Curuzú Cuatiá megye
Curuzú Cuatiá egy megye Argentínában, Corrientes tartományban. A megye székhelye Curuzú Cuatiá.

## Települések
Önkormányzatok és települések (Municipios y comunas)
- Curuzú Cuatiá
- Perugorría